# جوردي لوبيز
جوردي لوبيز (بالإسبانية: Jordi López) (28 فبراير 1981 جرانوليريس إسبانيا - ) هو لاعب كرة قدم إسباني يلعب كلاعب وسط.

## روابط خارجية
- جوردي لوبيز على موقع اتحاد أوكرانيا (الإنجليزية)
- جوردي لوبيز على موقع قاعدة بيانات كرة القدم.إي يو (الإنجليزية)
- جوردي لوبيز على موقع Soccerbase.com (لاعب) (الإنجليزية)
- جوردي لوبيز على موقع Soccerway.com (الإنجليزية)
- جوردي لوبيز على موقع AS.com (الإسبانية)